# Palau Vilaragut

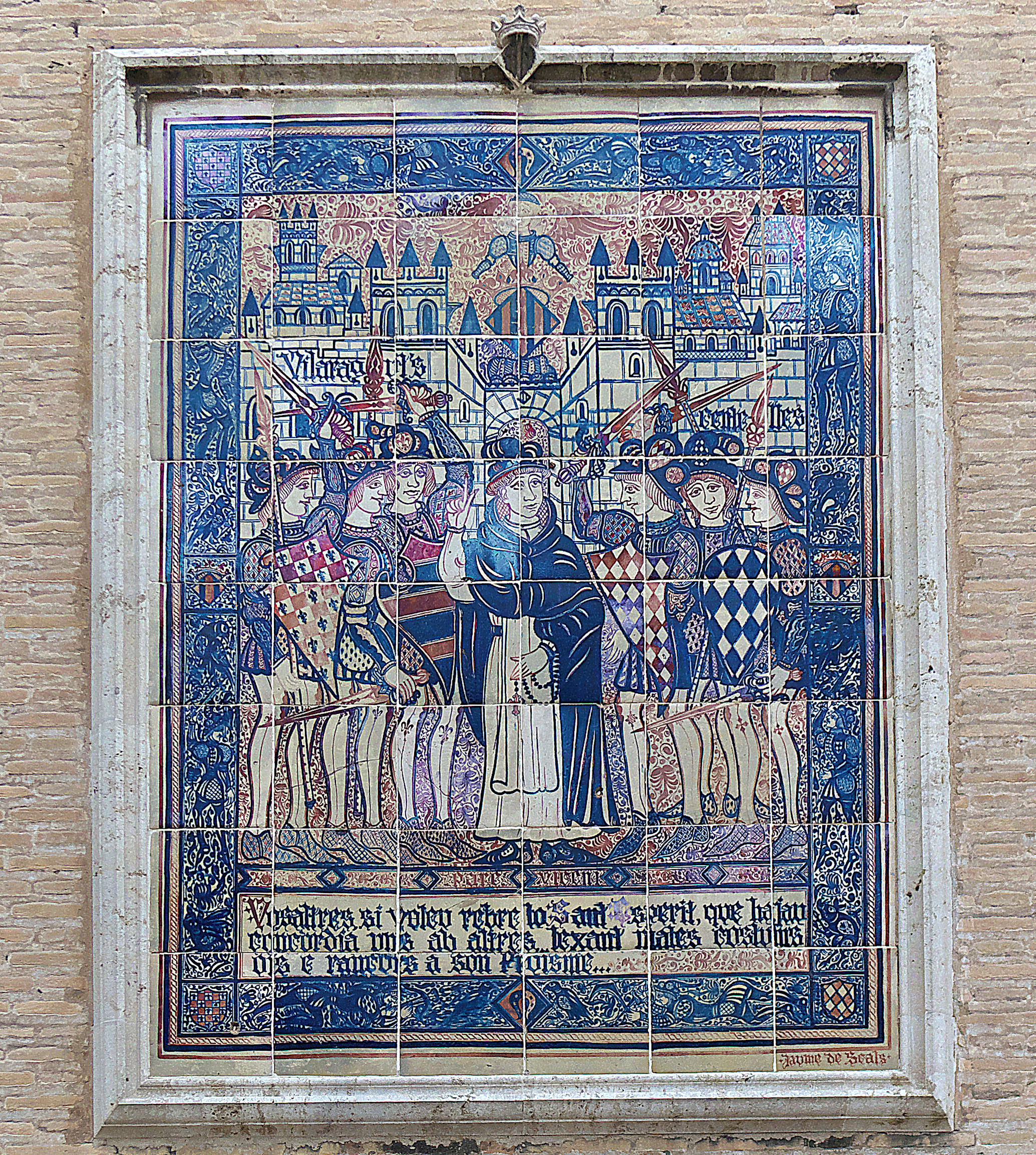
Mosaic que recorda la intervenció de Sant Vicent Ferrer per posar pau entre els Vilaragut i els Centelles. Plaça de l'Almoina

El Palau Vilaragut fou un palau renaixentista de València, enderrocat el 1959.
El Palau va ser construït en el segle xv en estil renaixentista en l'actual plaça de Rodrigo Botet a la cantonada entre els carrers de Vilaragut i Trànsits, en el barri de Sant Francesc de la ciutat Vella de València. L'edifici tenia una alçada de tres plantes, amb una gran porta allindanada amb escut nobiliari a la planta baixa i un segon pis decorat amb finestrals a l'interior i balcons a l'exterior. A la cantonada oriental s'alçava una torre una mica més alta que la resta de l'edifici. En el moment del seu enderrocament encara conservava un enteixinat del segle xvi amb escuts policromats i un pati principal amb columnes de marbre i una gran claraboia policromada.

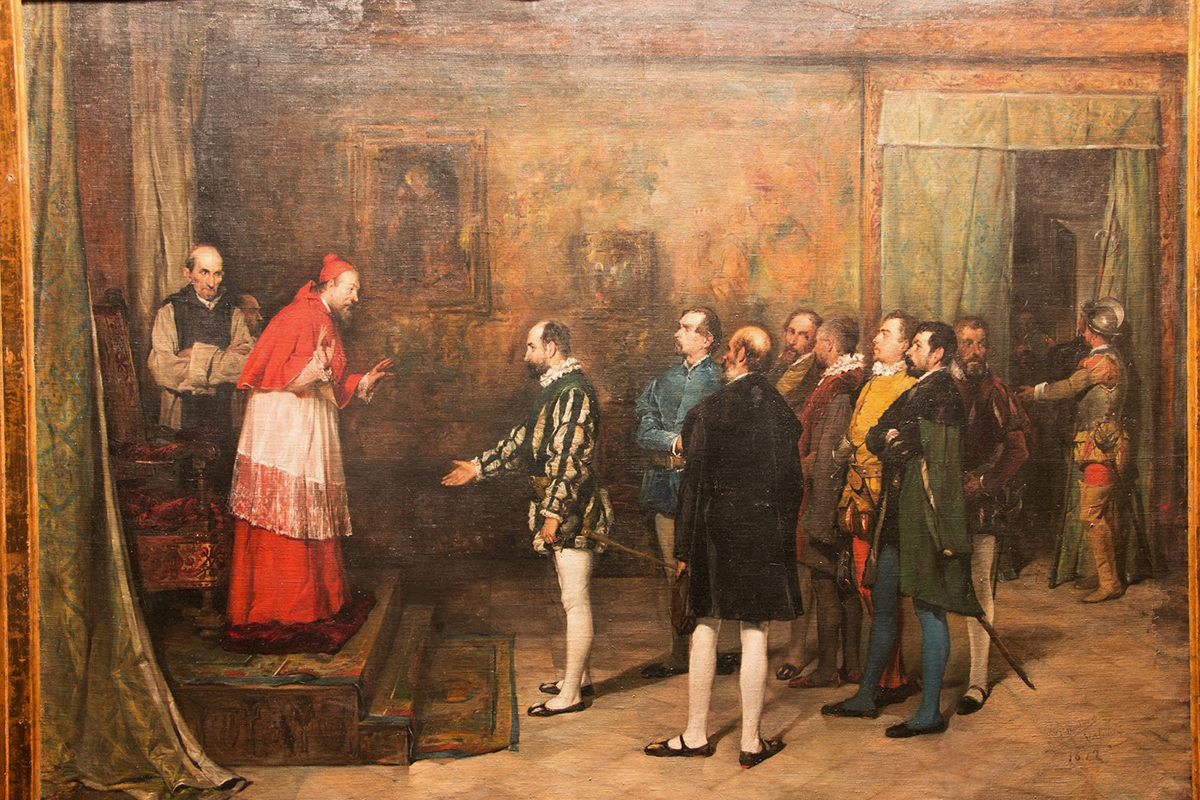
El cardenal Adrià d'Utrecht, bisbe de Tortosa, rebent als caps de la Germania en el Palau de Vilaragut. Josep Benlliure, 1872

Fou la residència de la família Vilaragut, una de les més importants del Regne de València, famosa pels seus enfrontaments amb els Centelles, especialment durant l'elecció del successor del rei Martí l'Humà a principis del segle xv. A més també s'hi van allotjar personatges importants, com el futur Benet XIII, i Alfons el Magnànim i la seva esposa Maria de Castella durant el seu casament a València l'any 1415. També l'any 1520 l'aleshores bisbe de Tortosa Adrià d'Utrecht, futur papa Adrià VI, enviat a València en nom de Carles I, hi va rebre els representants dels agermanats.
Estudis recents creuen que en el Palau Vilaragut hi visqueren algunes de les persones que van inspirar els personatges de Tirant lo Blanc: Tirant estaria basat en el cavaller Jaume de Vilaragut, mentre que Carmesina es correspondria amb una serventa del Palau anomenada precisament Carmesina.
Durant la primera meitat del segle xx l'edifici va ser seu del Banc Hispano Americano, del Frente de Juventudes, de l'Ateneu Mercantil i del centre d'estudis Academia Castellano.
L'any 1935 va ser comprat per Joaquim Sendra, que l'enderrocà per a la construcció l'any 1959 de l'Hotel Astoria, que va esdevenir el primer hotel de luxe de la ciutat de València.
El 2020 s'ha demanat preservar la gran cúpula de vidre que des de primers del segle xx s'havia instal·lat al Palau, ja convertit en Banc, que s'havia traslladat a les instal·lacions de l'empresa Paduana a Ontinyent.